# 山东中医药大学

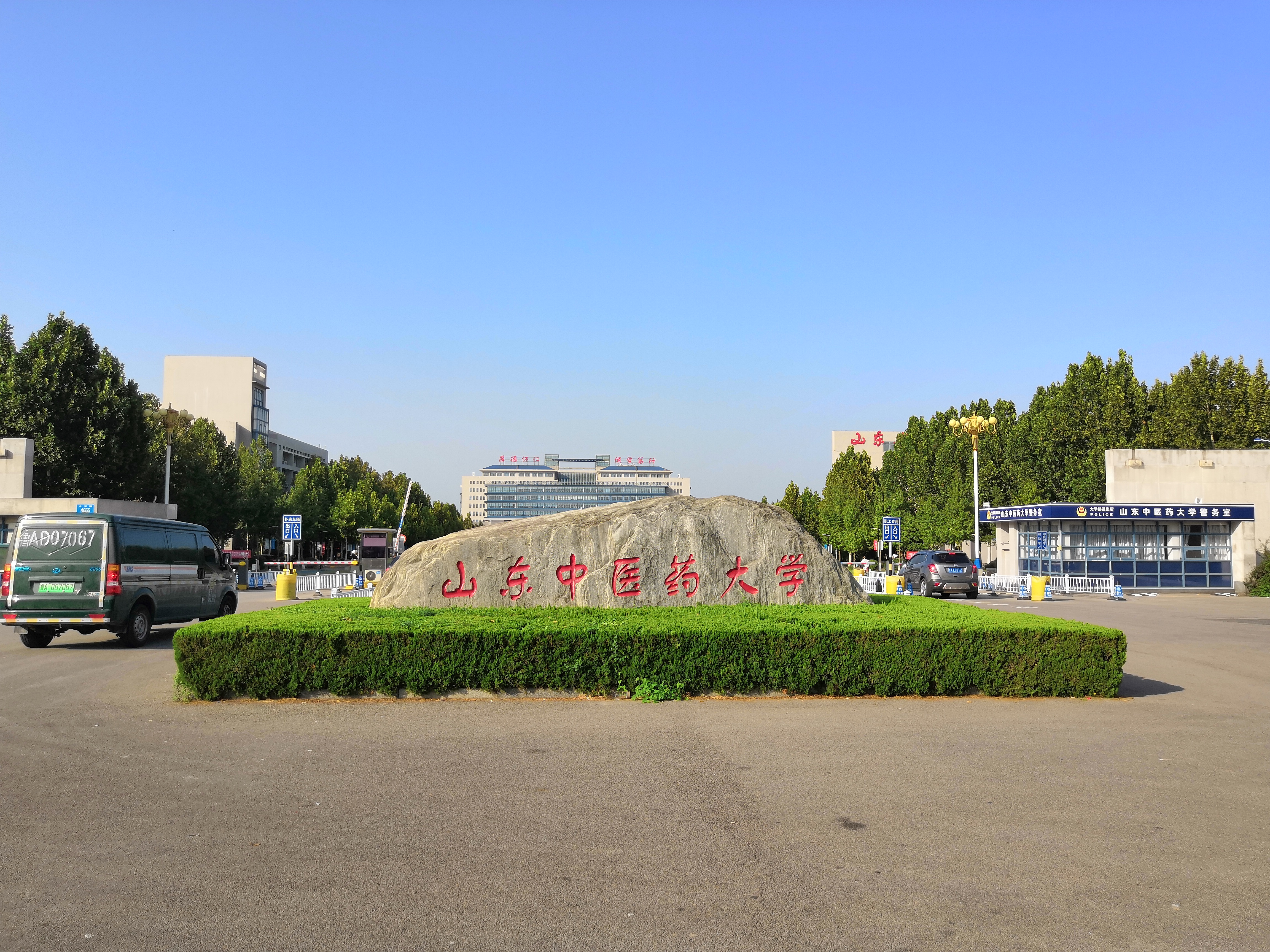
山东中医药大学南门

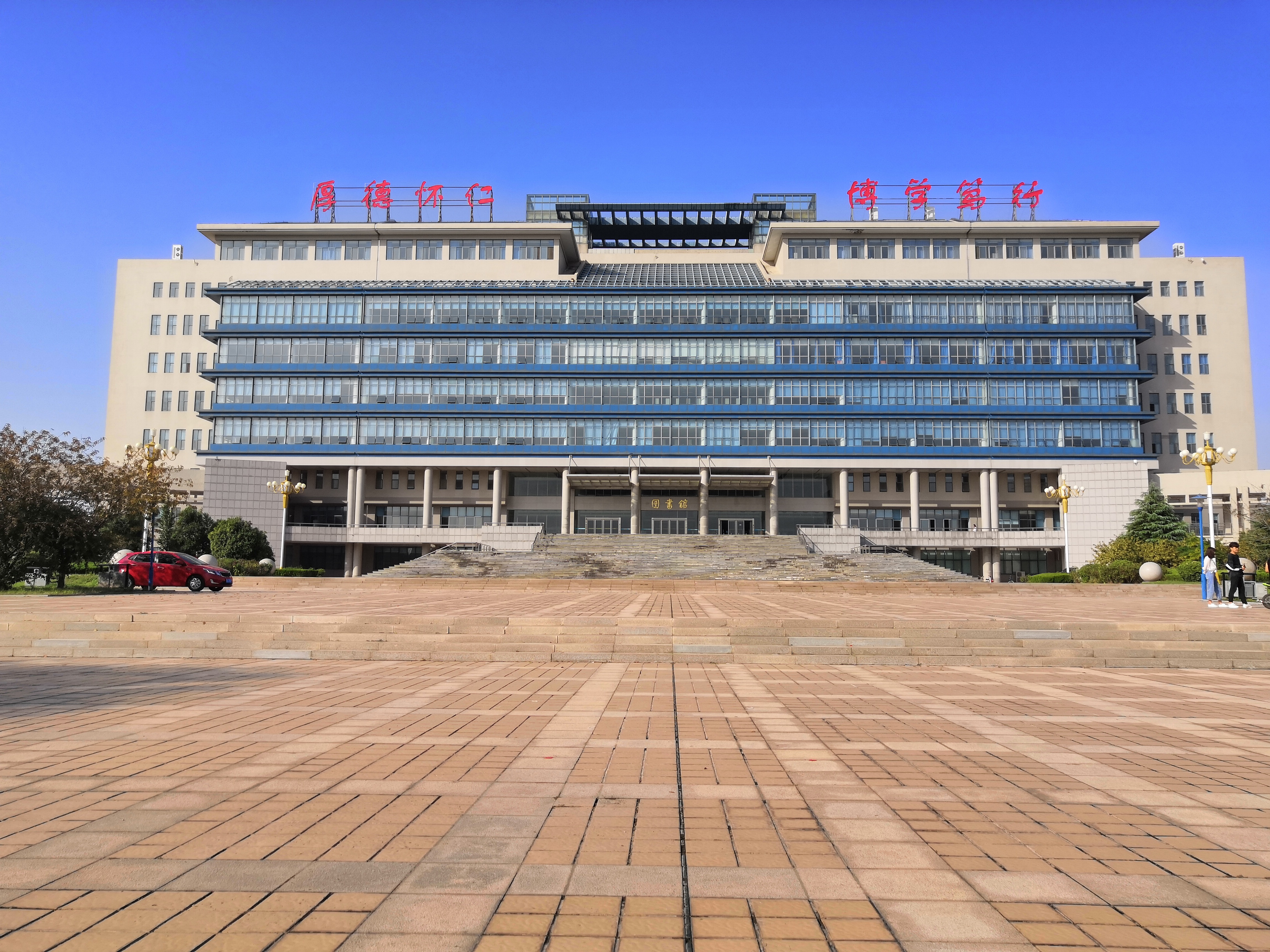
山东中医药大学图书馆

山东中医药大学是位于中华人民共和国山东省济南市的全日制公办本科医学大学。英文简称SDUTCM，是山东省人民政府和国家中医药管理局共建中医药院校、山东省省级文明校园、山东省高水平学科和高水平大学。

## 院系设置
- 中医学院
- 药学院
- 针灸推拿学院
- 护理学院
- 管理学院
- 马克思主义学院
- 外国语学院
- 智能与信息工程学院（原理工学院）
- 康复医学院
- 健康学院
- 体育教学部
- 国际教育学院
- 继续教育学院
- 第一临床医学院
- 第二临床医学院
- 眼科与视光医学院（山东省眼病防治研究院）
- 中医文献与文化研究院（山东省中医药博物馆）
- 中医药创新研究院
- 药物研究院
- 针灸研究院
- 山东省中医药健康产业技术研究院（健康产业学院、成果转移转化中心）
- 青岛中医药科学院[5]

## 管理机构
- 党委办公室（学校办公室、法律事务办公室）
- 党委组织部（党校）
- 党委宣传部（教师工作部）
- 党委统战部（台港澳事务办公室）
- 纪委（监察专员办公室）
- 学生工作处（武装部）
- 团委
- 工会（妇委会）
- 保卫处
- 机关党委
- 离退休工作处
- 人事处（人才工作办公室）
- 发展规划处（医院管理处）
- 教务处
- 教师发展中心
- 招生就业处（大学生就业指导中心）
- 科研处
- 实验室管理处（实验中心）
- 研究生处（研究生学院）
- 国际交流合作处
- 财务处
- 审计处
- 资产管理处
- 网络信息中心
- 后勤管理处
- 基建处
- 图书馆[6]

## 附属医院
- 山东中医药大学附属医院
- 山东中医药大学第二附属医院
- 山东中医药大学附属眼科医院
- 济南市中医医院
- 淄博市中医医院
- 临沂市中医医院
- 烟台市中医医院
- 山东省文登整骨医院
- 威海市中医院
- 日照市中医医院
- 泰安市中医医院
- 济宁市中医院
- 莒县中医医院
- 济南市章丘区中医医院
- 青岛市即墨区中医医院[7]